# Жаба гребенест свирач
Жабите гребенести свирачи (Leptodactylus gracilis) са вид земноводни от семейство Жаби свирци (Leptodactylidae).
Срещат се в югоизточната част на Южна Америка.
Таксонът е описан за пръв път от френския зоолог Андре Мари Констан Дюмерил през 1841 година.